# Amorphophallus mullendersii
Amorphophallus mullendersii är en kallaväxtart som beskrevs av François Malaisse och Paul Rodolphe Joseph Bamps. Amorphophallus mullendersii ingår i släktet Amorphophallus och familjen kallaväxter. Inga underarter finns listade.